# 제이컵 재커
제이컵 재커(Jacob Zachar, 1986년 5월 16일 ~ )는 미국의 배우이다.

## 출연 작품

### 영화
- Little Big Top (2006)
- 서핑 업 (2007)
- 드렁크보트 (2010, Drunkboat)
- 디텐션 오브 더 데드 (2012, Detention of the Dead)
- Those Who Wander (2014)
- Cavegirl the Movie (미정)

### 텔레비전
- 그릭 (2007-11)